# Sans frontière (magazine)
Pour les articles homonymes, voir Sans frontière.
Sans frontière est un magazine français lancé en mars 1979 comme « hebdomadaire de l'immigration ». Initié par les anciens membres du Mouvement des Travailleurs Arabes, parmi lesquels Saïd Bouziri et Mokhtar Bachiri,  il s'est ouvert avant même la parution du premier numéro à d'autres communautés pour devenir intercommunautaire. En mars 1986, il change de nom pour devenir Baraka. Il a compté parmi ses collaborateurs Mogniss H. Abdallah et Farida Belghoul.